# Carrot and Stick
"Carrot and Stick" es el segundo episodio de la sexta temporada de Better Call Saul, serie de televisión derivada de Breaking Bad. Vince Gilligan dirigió el episodio y es escrito por Thomas Schnauz y Ariel Levine. El episodio se estrenó al mismo tiempo que "Wine and Roses" el 18 de abril de 2022 en AMC y AMC+. En varios países fuera de Estados Unidos y Canadá, el episodio se estrenó en Netflix al día siguiente.
En el episodio, Nacho Varga se encuentra cara a cara con el cartel mientras Jimmy McGill y Kim Wexler involucran a Betsy y Craig Kettleman en su plan para arruinar la vida de Howard Hamlin. "Carrot and Stick" presenta el regreso de Julie Ann Emery y Jeremy Shamos como los Kettleman, quienes repiten sus papeles de la primera temporada, junto con la primera aparición cronológica de un accesorio inflable de la Estatua de la Libertad, aparecida en Breaking Bad. El enfoque de Gilligan como director de minimizar el diálogo y transmitir información visualmente resultó difícil de lograr. Las escenas en el motel donde se esconde Nacho requirieron varias acrobacias, la mayoría de las cuales el propio Michael Mando realizó.
"Carrot and Stick" recibió elogios de la crítica por la dirección de Gilligan y la actuación de Mando, así como por su tensión, cinematografía y secuencia de acción. Un estimado de 1.16 millones de espectadores vieron el episodio durante su primera transmisión en AMC.

## Trama
Los hombres de Mike y Gus entran en la casa de Nacho y les pagan a sus novias para que se vayan de la ciudad. Entran en la caja fuerte de Nacho y extraen el dinero en efectivo y las identificaciones canadienses falsas que Nacho había hecho para él y su padre Manuel. Víctor entrega un duplicado de la caja fuerte, en el que Mike coloca el dinero en efectivo, la identificación falsa de Nacho y un sobre. Juan Bolsa y Gus se encuentran con Héctor Salamanca en el hogar de ancianos y prometen vengar la muerte de Lalo para mantener la paz entre ellos, pero el comportamiento de Héctor convence a Gus de que Lalo está vivo. Juan y sus hombres irrumpen en la caja fuerte duplicada y encuentran el sobre, que contiene el número de teléfono del motel de Nacho y los detalles de una cuenta bancaria en el extranjero.
Nacho se inquieta mientras se esconde en el motel; se da cuenta de que lo están vigilando y se escapa de su habitación para enfrentarse al observador. Nacho confirma que el vigilante está informando a Gus y se da cuenta de que lo ha traicionado al cartel. Llega un equipo de sicarios del cartel que incluye a los primos y estalla un tiroteo. Un asesino casi le dispara a Nacho, pero los primos lo matan e indican que Nacho debe ser capturado con vida. Nacho se escapa a duras penas en un camión robado. Un día después, Mike propone llevar un equipo a México para rastrear a Nacho, pero Gus quiere obligar a Nacho a revelarse manteniendo a Manuel como rehén. Mike y Tyrus se involucran en un breve enfrentamiento que termina cuando Mike recibe una llamada de Nacho.
Jimmy se reúne con los Kettleman, ahora propietarios de un turbio servicio de preparación de impuestos, y los engaña haciéndoles creer que tienen motivos para demandar a Howard. Como pretendían Jimmy y Kim, los Kettleman le piden a Clifford Main que los represente en una demanda alegando negligencia laboral porque Howard supuestamente usó cocaína cuando representó a Craig durante su caso de malversación de fondos. Cliff se niega porque el trabajo de su firma con Howard en el caso Sandpiper plantea un conflicto de intereses, por lo que los Kettleman ofrecen el caso a varios otros abogados. Todos los otros abogados se niegan, pero Jimmy y Kim logran perpetuar el rumor de que Howard está usando cocaína. Más tarde, Jimmy intenta sobornar a los Kettleman para que guarden silencio sobre su papel en difamar a Howard. Rechazan el dinero en efectivo, pero Kim los coacciona amenazándolos con revelar su estafa al IRS. Jimmy decepciona a Kim al darles el dinero a los Kettleman antes de irse. Mientras se alejan, un automóvil con un conductor desconocido empieza a seguirlos.

## Producción
El cocreador de la serie, Vince Gilligan, dirigió el episodio escrito por Thomas Schnauz y Ariel Levine. Schnauz escribió las escenas abiertas y frías que tuvieron lugar después de que Gus se entera de que Lalo está vivo, mientras que Levine escribió todo lo demás.  "Carrot and Stick" presenta el regreso de Julie Ann Emery y Jeremy Shamos como Betsy y Craig Kettleman, quienes hicieron su debut en la primera temporada. Aunque " Bingo" marcó su última aparición en la serie, los dos personajes aparecieron en varias piezas de material promocional, incluidos dos cortometrajes y un podcast. La idea de traer de vuelta a los personajes se discutió durante mucho tiempo; Emery dijo que el cocreador Peter Gould les dijo varias veces que estaban trabajando en una forma sensata de que regresaran. Gould dijo que los Kettleman serían los primeros de varios personajes en regresar a Better Call Saul en la sexta temporada.
La estafa de preparación de impuestos en el episodio se inspiró en la esposa de Gould, quien fue víctima de fraude cuando alguien presentó una declaración de impuestos a su nombre para reclamar un reembolso.  El episodio marca la primera aparición cronológica de la Estatua de la Libertad inflable que finalmente se muestra encima de la oficina de Saul en Breaking Bad; primero se usa para publicitar el negocio de preparación de impuestos de los Kettleman. Un riesgo durante la filmación fue la posibilidad de que los fuertes vientos destruyeran el inflable, que según Gilligan era el único disponible en todo Estados Unidos. Como resultado, se contrataron manipuladores de globos para mantenerlo en el set. "Carrot and Stick" también incluye el "Himno de batalla de la República" sonando dentro de la oficina de los Kettleman; La canción patriótica se reproduce en la oficina de Saul en "Blood Money", un episodio de la quinta temporada de Breaking Bad. 
El actor Michael Mando realizó la mayoría de las acrobacias de su personaje, Nacho, excepto saltar por la ventana del motel y conducir la camioneta cuando chocó con otro vehículo. El salto de la ventana fue realizado por el doble de acción Víctor López. Requirió dos tomas, algo que Gilligan rara vez hace para minimizar el riesgo de lesiones. Gilligan pensó que la primera toma era demasiado perfecta y parecía un "aterrizaje de superhéroe", por lo que le pidió a López que lo hiciera de nuevo y "que no se viera tan bien". López estuvo de acuerdo e incluso sugirió agregar una cojera a su carrera después del aterrizaje, lo que Gilligan pensó que era un buen toque. : 32:52–36:14  Mando calificó el trabajo de "increíblemente físico". Es insoportablemente emocional y psicológicamente, solo estás tocando cada nota en el piano. Fue una montaña rusa increíble". Las secuencias del motel se rodaron en dos lugares. Las escenas del interior de la habitación de Nacho se rodaron en un estudio mientras que las exteriores se rodaron en exteriores. Mientras filmaba el escape de Nacho de la habitación del motel, Mando y Gilligan se turnaban para golpear la unidad de aire acondicionado. Una toma durante el tiroteo, donde la cámara aparentemente atraviesa el parabrisas de la camioneta de Nacho, fue idea del director de fotografía Paul Donachie. Gilligan inicialmente dudaba en filmarla, pero aceptó el hecho de que la secuencia necesitaba muchas tomas desde varios ángulos. El tiro se hizo prácticamente; el equipo dedicó algún tiempo a descifrar la logística y utilizó un parabrisas cortado por la mitad. El tiroteo tardó de dos a tres días en filmarse. : 41:28–47:14 
Gilligan dijo que era difícil transmitir información visualmente cuando se intentaba minimizar el diálogo, especialmente durante las escenas de Nacho. Quería que el vigilante fuera inteligente al ocultar su ubicación. En un momento del episodio, Nacho mira por la ventana de su habitación y capta un destello de luz y un pequeño movimiento del vigilante. Se contrató a un joven asistente de producción para que hiciera las veces de vigilante y creara el sutil movimiento. Como no podía ver lo que estaba grabando la cámara, la toma fue difícil de filmar. En un momento, debido a la frustración, Gilligan reemplazó al joven e intentó hacerlo él mismo con la ayuda de una pantalla inalámbrica "Lollipop" que le permitía ver el punto de vista de la cámara. Él, sin embargo, tampoco fue capaz de hacerlo bien. La toma finalmente tomó más de 200 tomas para capturar. : 25:55–29:58 

## Recepción

### Respuesta crítica
En el sitio web del agregador de reseñas Rotten Tomatoes, el 100% de las seis reseñas son positivas, con una calificación promedio de 9.7/10. La dirección de Gilligan y la interpretación de Mando como Nacho fueron elogiadas por la crítica. Kimberly Potts, del AV Club calificó el episodio con una "A" y dijo que presentaba la "secuencia de acción que más aguanta la respiración" de todos los tiempos desde el tiroteo en "One Minute" de Breaking Bad. Steve Greene de IndieWire fue menos positivo con respecto a otras partes del episodio. Vio la ausencia de Lalo y el enfoque del episodio en Gus, Jimmy y Kim como Better Call Saul "enturbiando un poco las aguas". No obstante, Greene elogió las escenas con Nacho por su tensión, atmósfera, edición, dirección y cinematografía. David Segal de The New York Times describió el episodio como "excelente y estresante" y dijo que era un "estudio sobre control de daños, supervisado por un hombre [Gus] que parece inusualmente alterado e inseguro sobre qué hacer". Segal también dijo que la escena del tiroteo fue "escenificada de manera experta" por Gilligan y que la actuación de Rhea Seehorn como Kim le brindó la oportunidad de "demostrar una dureza casi de matón". Scott Tobias, escribiendo para Vulture, comparó las secuencias del motel con los Spaghetti Westerns de Sergio Leone, incluyendo Érase una vez en el Oeste (1968). También dio notas positivas sobre el nivel de detalle en la escena de apertura del episodio, calificándola como "una gran razón por la que Better Call Saul se distingue de otros programas".

### Ratings
Un estimado de 1.16 millones de espectadores vieron "Carrot and Stick" durante su primera transmisión en AMC el 18 de abril de 2022. Según AMC, el estreno de dos episodios generó más de medio millón de interacciones en las plataformas sociales, incluidos Twitter y Facebook, un aumento de más del 60% en comparación con "Magic Man", el estreno de la quinta temporada del programa. El rastreador de análisis social ListenFirst dijo que una tendencia nacional de 10 horas en Twitter convirtió al programa en el "drama televisivo número 1 en participación social, búsqueda orgánica, conversación y contenido compartido". El estreno de dos episodios también resultó en el mayor día de nuevas inscripciones de suscriptores para AMC+.

### Elogios
El episodio recibió dos nominaciones en los 74th Primetime Emmy Awards por Mejor edición de sonido y Mejor mezcla de sonido.

## Demanda judicial
Liberty Tax presentó una demanda contra AMC y la producción de Better Call Saul en agosto de 2022 debido a la aparición del servicio de impuestos de Kettleman. La demanda establece que se violaron las marcas registradas de Liberty y que el episodio dio la apariencia de que sus servicios eran fraudulentos.